# Charles Dunoyer

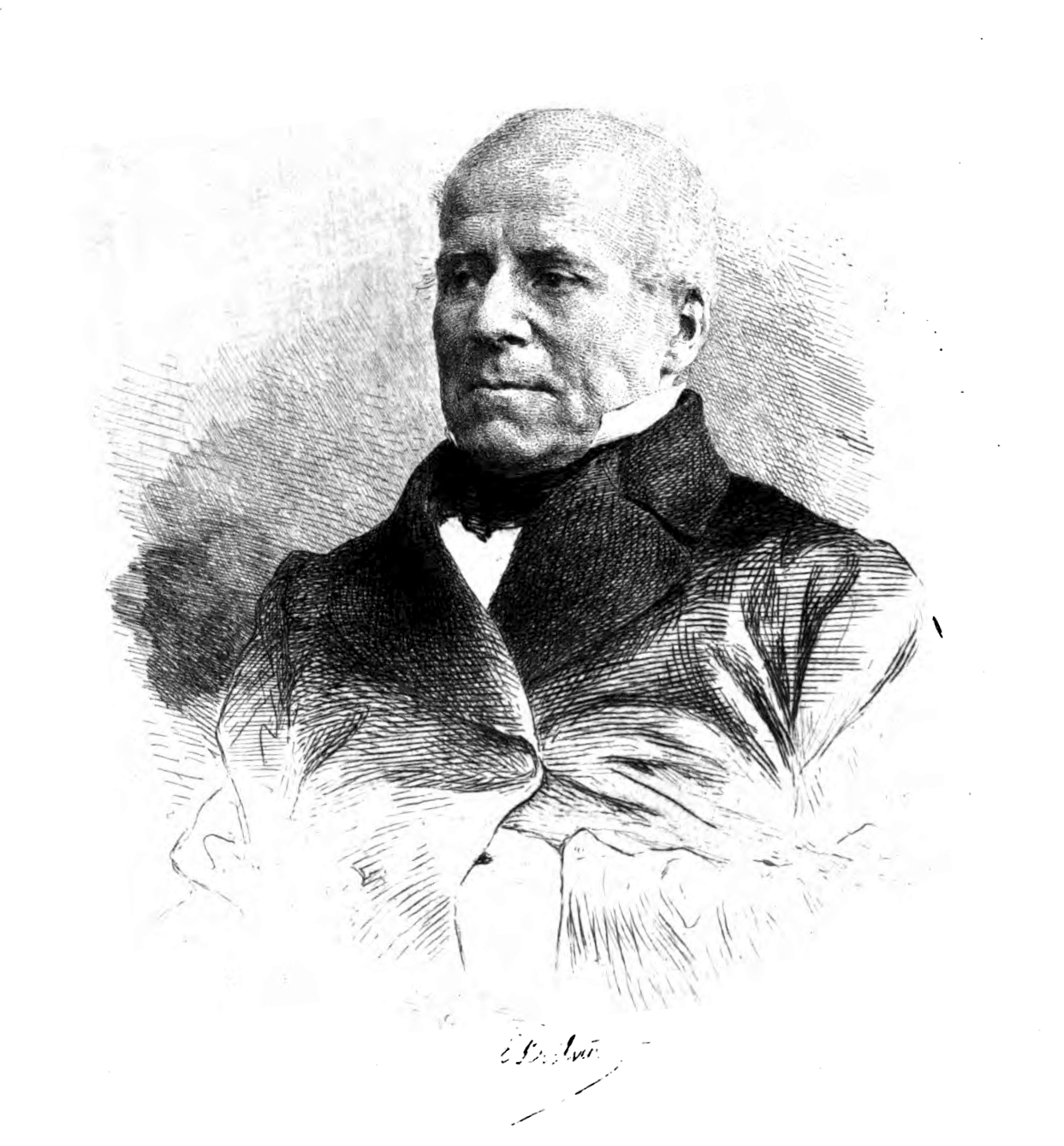
Charles Dunoyer

Barthélemy-Charles-Pierre-Joseph Dunoyer de Segonzac (20 de mayo de 1786, Carennac, Quercy (ahora en Lot) - 4 de diciembre de 1862, París) fue un economista liberal francés.
Dunoyer dio una de las primeras teorías del ciclo económico, basándose en la teoría de las crisis periódicas de Jean Charles Leonard de Sismondi, y la introducción de la noción de la economía periódicamente girando entre dos fases.
Junto con Charles Comte, en 1814, Dunoyer fundó la revista Le Censeur, una plataforma para las ideas liberales. Dunoyer también publicará una serie de libros sobre economía política, entre ellos De la Liberté du travail (1845, Sobre la libertad de trabajo).
Dunoyer fue miembro de la Academia de Ciencias Morales y Políticas del Instituto de Francia. Era también un miembro del Consejo de Estado de la Segunda República. Mientras que muchos saben de la relación poco amable entre Auguste Comte y Saint-Simon, se sabe mucho menos de los más amables veinticinco años de amistad entre Auguste Comte y Charles Dunoyer. Esta relación es expuesta de forma amplia por Leonard Liggio en "Charles Dunoyer y el liberalismo clásico francés". En una disertación, el economista David Hart cita a Liggio como la persona que lo motivó a centrarse en Charles Dunoyer, y su socio Charles Comte. La biógrafa intelectual de Auguste Comte, Mary Pickering, también cita un artículo de opinión de Liggio cuando menciona esta relación. Dunoyer también se menciona en las primeras frases de la entrada sobre la esclavitud del comtista, John Kells Ingram, tanto en la novena edición o como la edición académica, de la Enciclopedia Británica y en la undécima edición posterior también. Aunque es uno de los más de 550 "próceres" citados en el Calendario de Grandes Hombres (1849) de Auguste Comte, Dunoyer está principalmente citado como un sucesor de Adam Smith.

## Escritos
- L’Industrie et la morale considérées dans leurs rapports avec la liberté, 1825;
- Nouveau traité d'économie sociale, ou Simple exposition des causes sous l'influence desquelles les hommes parviennent à user de leurs forces avec le plus de liberté, c'est-à-dire avec le plus de facilité et de puissance, Tome 1, 1830;
- Nouveau traité d'économie sociale, ou Simple exposition des causes sous l'influence desquelles les hommes parviennent à user de leurs forces avec le plus de liberté, c'est-à-dire avec le plus de facilité et de puissance, Tome 2, 1830;
- De la Liberté d’enseignement, 1844;
- De la Liberté du travail, ou Simple exposé des conditions dans lesquelles les forces humaines s’exercent avec le plus de puissance, 1845;
- La Révolution du 24 Février, 1848;
- Rapport fait au nom de la section de morale sur le concours concernant les rapports de la morale et de l’économie politique, 1860.